# Sebastião Vasconcelos
Sebastião Vasconcelos Costa (Pocinhos, 21 de maio de 1927 — Rio de Janeiro, 15 de julho de 2013) foi um ator brasileiro. 
Iniciou sua carreira no teatro em 1948, quando cursava direito na Faculdade de Direito do Recife. Nessa época atuou nas companhias Teatro Universitário e Teatro de Amadores de Pernambuco, usando o pseudônimo Paulo Alcântara, pois seus pais eram contra ele seguir a carreira de ator.
Ao se formar, mudou-se para o Rio de Janeiro, onde participou da Companhia Tônia-Celi-Autran, indo para a televisão no final da década de 1950. A estréia na TV Globo foi em 1966, na novela O Sheik de Agadir. Por desentender-se com o diretor Daniel Filho, afastou-se da televisão no início dos anos 1970, retornando definitivamente à emissora carioca em 1975. Entre seus papéis de  maior sucesso, destacam-se personagens de personalidade forte, como o coronel Tenório Tavares de Saramandaia (1976), o religioso Sessé Vilhena em Selva de Pedra (1986), o mesquinho Zé Esteves de Tieta (1989), o sofrido João do Piano em Felicidade (1991), o pescador Floriano de Mulheres de Areia (1993) e o rabugento árabe tio Abdul em O Clone (2001).
Sem mais convites para trabalhar, Vasconcelos – que enfrentava alguns problemas de saúde relacionados a um enfisema pulmonar e ao Mal de Parkinson – aposentou-se da carreira artística em 2009, fato que abalou muito seu emocional e o fez entrar em depressão, antes de seu falecimento em 2013, vítima de pneumonia.

Em 10 de dezembro de 2024, foi inaugurado um teatro no município de Pocinhos - PB, que recebeu o nome do ilustre ator (Teatro Municipal Sebastião Vasconcelos). A inauguração do teatro contou com a presença de várias autoridades e também de dois parentes do falecido ator.

## Biografia
Natural de Pocinhos, Paraíba, iniciou a carreira teatral em 1949, na cidade de Recife, Pernambuco, enquanto cursava direito na Faculdade de Direito do Recife. Nesta época, chegou a usar o pseudônimo de Paulo Alcântara, pois seus pais não aprovavam a ideia dele ser ator. Formado, mudou-se para o estado do Rio de Janeiro, onde trabalhou com grandes nomes, entre eles Tônia Carrero.
Em 1959, participou das gravações do filme "Um Caso de Polícia", de Carla Civelli, o qual jamais chegou a ser lançado comercialmente. No mesmo ano, estreou na televisão, participando da primeira adaptação de "Cabocla", romance de Ribeiro Couto, no qual interpretou o protagonista, tendo Glauce Rocha como seu par romântico. Em 2004, participou de uma nova versão da novela, desta vez vivendo o velho caboclo Felício.
Em 1966, estreou na Rede Globo, onde trabalharia por 38 anos, iniciando com a novela "O Sheik de Agadir", de Glória Magadan. Durante quatro décadas, viveu diversos personagens, a maioria homens broncos e de personalidade forte, tais como o religioso Sessé em Selva de Pedra (1986), o mesquinho e violento Zé Esteves em "Tieta" (1989), o humilde pescador Floriano,  pai das gêmeas Ruth e Raquel, em "Mulheres de Areia" (1993) e o implicante árabe Tio Abdul em "O Clone", seus papéis mais lembrados pelo público. Em "Felicidade" (1991), Vasconcelos demonstrou toda sua veia dramática ao interpretar João do Piano, personagem inspirado no conto "O Piano", de Aníbal Machado.
Em 2007, trasferiu-se para a RecordTV, onde atuou na novela Caminhos do Coração, seu último trabalho na televisão.

## Vida pessoal
Saúde e falecimento
Sem mais convites para trabalho, Vasconcelos passou a sofrer de depressão, a qual fragilizou ainda mais sua saúde. Recusando-se a tomar remédios e a se alimentar, em abril de 2013, após um colapso, ele foi internado no Hospital Copa d'Or, sendo em seguida transferido para o Hospital Israelita Albert Sabin, onde esteve até o início de junho, quando foi liberado para continuar seu tratamento em casa. Todavia, no dia 30, ele voltou a ser internado.
Vasconcelos morreu em 15 de julho de 2013, de choque séptico e parada cardiorrespiratória, e seu corpo foi cremado dois dias depois, no Cemitério do Caju no Rio de Janeiro em cerimônia restrita a familiares e amigos.
Casamento e filhos
Fora casado com Vilma Guisser Costa desde 1959, de cuja união nasceram-lhe dois filhos.

## Filmografia

### Televisão
| Ano     | Título                                      | Personagem                                    | Nota                                    | Emissora           |
| ------- | ------------------------------------------- | --------------------------------------------- | --------------------------------------- | ------------------ |
| 1959    | Cabocla                                     | Luís Jerônimo Vieira Pires                    |                                         | TV Rio/Rede Record |
| 1966    | O Sheik de Agadir                           | Jean Amtullah                                 |                                         | Rede Globo         |
| 1967    | A Rainha Louca                              | —                                             |                                         | Rede Globo         |
| 1971    | Bandeira 2                                  | Severino de Jesus Barbosa                     |                                         | Rede Globo         |
| 1971-72 | Clipe de Fim de Ano (Um Novo Tempo)         | Ele Mesmo                                     |                                         | Rede Globo         |
| 1972    | Tempo de Viver                              | Quinca Castro da Silva                        |                                         | Rede Tupi          |
| 1974    | Caso Especial                               | Severino Pedro da Silva                       | Episódio: "Boas Festas e Feliz Natal"   | Rede Globo         |
| 1975    | Cuca Legal                                  | Nestor Dias Aragão                            |                                         | Rede Globo         |
| 1975    | O Grito                                     | Francisco Machado Lins                        |                                         | Rede Globo         |
| 1976    | Saramandaia                                 | Tenório Tavares                               |                                         | Rede Globo         |
| 1977    | Sem Lenço, sem Documento                    | Nilo Trindade Sodré                           |                                         | Rede Globo         |
| 1981    | Morte e Vida Severina                       | Lorival Carpina (Mestre Carpina)              |                                         | Rede Globo         |
| 1981    | Terras do Sem-Fim                           | Teodoro da Baraúnas                           |                                         | Rede Globo         |
| 1982    | Sétimo Sentido                              | Elísio Mendes                                 |                                         | Rede Globo         |
| 1983    | Caso Verdade                                | José Vilela (Padre José)                      | Episódio: "A Padroeira"                 | Rede Globo         |
| 1983    | Champagne                                   | Gastão Félix Cintra                           |                                         | Rede Globo         |
| 1983    | Caso Especial                               | Raul                                          | Episódio: "O Reencontro"                | Rede Globo         |
| 1984    | Padre Cícero                                | Carlos Bezerril (Major Bezerril)              |                                         | Rede Globo         |
| 1985    | Grande Sertão: Veredas                      | Solano Candelário (Sô Candelário)             |                                         | Rede Globo         |
| 1986    | Selva de Pedra                              | Sebastião Vilhena (Sessé)                     |                                         | Rede Globo         |
| 1988    | Bebê a Bordo                                | Tarcísio Medeiros Rocha (Tico)                |                                         | Rede Globo         |
| 1988    | Chapadão do Bugre                           | Américo Brandão (Coronel Americão Brandão)    |                                         | Rede Bandeirantes  |
| 1988    | Vale Tudo                                   | Salvador Accioli                              | Episódio: "16 de maio"                  | Rede Globo         |
| 1989    | Tieta                                       | José Esteves (Zé Esteves)                     |                                         | Rede Globo         |
| 1989-90 | Clipe de Fim de Ano (A Globo 90 É Nota 100) | Ele Mesmo                                     |                                         | Rede Globo         |
| 1990    | Delegacia de Mulheres                       | Jerônimo                                      | Episódio: "Nossa Senhora dos Oprimidos" | Rede Globo         |
| 1990    | Riacho Doce                                 | Fabiano de Assis Motta                        |                                         | Rede Globo         |
| 1991    | Caso Especial                               | Prefeito João Cunha                           | Episódio: "Os Homens Querem Paz"        | Rede Globo         |
| 1991    | Felicidade                                  | João Pereira Alves (João do Piano)            |                                         | Rede Globo         |
| 1991    | Os Trapalhões                               | Coronel                                       | Episódio: "O Duelo"                     | Rede Globo         |
| 1993    | Mulheres de Areia                           | Floriano Araújo                               |                                         | Rede Globo         |
| 1994    | Memorial de Maria Moura                     | João Rufino (João Rufo)                       |                                         | Rede Globo         |
| 1994    | Terça Nobre                                 | Inocêncio                                     | Episódio: "O Compadre de Ogum"          | Rede Globo         |
| 1995    | Irmãos Coragem                              | Zacarias Araújo Menezes (Beato Zacarias)      |                                         | Rede Globo         |
| 1995    | História de Amor                            | Urbano Paiva                                  |                                         | Rede Globo         |
| 1996    | Anjo de Mim                                 | Rutílio Freitas Bastos                        |                                         | Rede Globo         |
| 1997    | Caça Talentos                               | Karnak                                        | Episódio: "Especial de Férias"          | Rede Globo         |
| 1997    | Por Amor                                    | padre do casamento de Marcelo e Maria Eduarda |                                         | Rede Globo         |
| 1998    | Corpo Dourado                               | Sérvulo de Oliveira Brandão                   |                                         | Rede Globo         |
| 1999    | Chiquinha Gonzaga                           | Cônego Trindade                               |                                         | Rede Globo         |
| 1999    | Andando nas Nuvens                          | Hélio Arantes                                 |                                         | Rede Globo         |
| 2000    | Megatom                                     | Padre                                         |                                         | Rede Globo         |
| 2000    | Aquarela do Brasil                          | Belmiro Cunha dos Santos                      |                                         | Rede Globo         |
| 2001    | Porto dos Milagres                          | Bispo Ferraz                                  |                                         | Rede Globo         |
| 2001    | O Clone                                     | Abdul Rachid (Tio Abdul)                      |                                         | Rede Globo         |
| 2003    | A Casa das Sete Mulheres                    | Tio Antônio                                   |                                         | Rede Globo         |
| 2004    | Cabocla                                     | Felício Pinto                                 |                                         | Rede Globo         |
| 2007    | Caminhos do Coração                         | Mauro Fontes                                  |                                         | Rede Record        |

### Cinema
| Ano  | Título                    | Papel                   |
| ---- | ------------------------- | ----------------------- |
| 1959 | Um Caso de Polícia        | Godofredo               |
| 1962 | Assassinato em Copacabana | Rafael                  |
| 1962 | O 5º Poder                | Milton                  |
| 1969 | A Um Pulo da Morte        | Sr. Vasas               |
| 1969 | Os Raptores               | Comissário Frank Severo |
| 1977 | Morte e Vida Severina     | Mestre Carpina          |
| 1982 | Índia, a Filha do Sol     | Inspetor                |
| 1983 | Inocência                 | Martinho Pereira        |

## Prêmios e indicações
- Festival de Brasília - 1983: vencedor (Troféu Candango) - melhor ator - Inocência
- Prêmio Molière - 1977: vencedor - melhor ator - Os Emigrados

## ligações externas
- Sebastião Vasconcelos no IMDb